# Csirik János
Csirik János (Ambrózfalva, 1946. április 14. –) Széchenyi-díjas programtervező matematikus, egyetemi tanár.
Kutatási területe: számítógépes képfeldolgozás, orvosi alkalmazásokkal. Különböző képjavító módszerek kifejlesztése, majd integrálása egy online adatfelvevő és adatkiértékelő rendszerré (SEGAMS). Ládapakolás algoritmusok elemzése: heurisztikák vizsgálata a legrosszabb-eset viselkedés és az átlagos viselkedés szempontjából.

## Életpályája
Felsőfokú tanulmányokat a szegedi József Attila Tudományegyetem (JATE) programtervező-matematikus szakán folytatott 1964-1969-ben. Programtervező matematikus diplomáját 1969-ben kapta meg. Kalmár László egyik legtehetségesebb tanítványa volt, végzés után a JATE Kibernetikai Laboratóriumban (később Kalmár László Informatikai Intézet) és a Számítástudományi Tanszéken kapott munkát. Egyetemi doktori disszertációját 1973-ban védte meg, a kandidátusi fokozatot 1977-ben, akadémiai nagydoktori disszertációjával a matematika tudományok doktora (DSc) fokozatot 1990-ben érte el.
Ösztöndíjakkal külföldi tanulmányutakat tett Bécsben (1974), Erlangenben (1980-81; 1983). Vendégoktató volt Bernben (1987), Rotterdamban (1989-90).
1991-ben nevezték ki egyetemi tanárnak, ettől kezdve a Számítástudomány Alkalmazásai Tanszék, napjainkban Számítógépes Algoritmusok és Mesterséges Intelligencia Tanszék vezetője. E közben 1991-92-ben rektorhelyettesi teendőket látott el, majd 1992-94-ig a JATE rektora. 1994 és 1995 között a Művelődésügyi és Közoktatási Minisztérium helyettes államtitkára, 1997-2000-ben Széchenyi professzori ösztöndíjas, 2005-ben a SZTE Természettudományi és Informatikai Kar dékáni tisztére választották meg.
A TMB Matematikai Szakbizottságának tagja volt 1984-95-ig. Jelenleg az MTA Informatikai és Számítástudományi Bizottság elnöke és a Matematikai Doktori Bizottság tagja (1995-).
Hazai és külföldi számítástudományi társaságok aktív tagja, ill. szervezőbizottsági elnöke (Amerikai Számítástudományi Társaság (1985-); Amerikai IEEE Számítógépes Társaság; Amerikai Matematikai Társaság; Európai Elméleti Számítástudományi Társaság; FCT Konferencia szervezőbiz. tag (1985-); ICALP’95 szervezőbiz. elnök.)

## Művei (válogatás)
- SEGAMS kézikönyv. (Társszerzőkkel.) Szeged, 1977. 105 p.[3]
- Újságnyelvi gyakorisági szótár. Csirikné Czachesz Erzsébettel. Szeged - Budapest - Debrecen, 1986. 399 p.
- Fundamentals of computation theory. FCT'89. Társszerzőkkel. New York - Berlin etc. 1989. 493 p.
- The probabilistic behavior of the generalized HARMONIC algorithm for the online multi-dimensional bin packing. Társszerző: Máté Eörs. In: Combinatorial optimization. Berlin - Heidelberg etc. 1992. 295-297. p. (NATO ASI Series. Vol. F 82.)
- Parametric string edit distance and its application to pattern recognition. Társszerző: H. Bunke. IEEE Transactions on Systems, 1995, 202. p.
- Two simple algorithms for bin covering. Társszerzőkkel: J.B.G. Frenk; M. Labbé; S. Zhang. Acta cybernetica, 14.1999:1, 13-25. p.
- Better approximation algorithms for bin covering. Társszerzők: D.S. Johnson, C. Kenyon. In: Proceedings of the twelfth annual ACM SIAM Symposium on Discrete Algorithms - SODA 2001. - New York : ACM Press, 2001. - 557-566. p.
- Analysis of algorithms. In: Scientific research at the Institute of Informatics of the University of Szeged, 1998-2001. - Szeged : JATEPress, 2002. - 9-10. p.
- Gépi megértés. Magyar tudomány, 48.2003:12, 1486-1489. p.
- Automatic extraction of semantic content from medical discharge records. Társszerzők: György Szarvas, Szilárd Iván, András Bánhalmi. WSEAS transactions on systems and control. 1.2006:2, 312-317. p.

## Díjak, elismerések
- Akadémiai Díj (1981)
- Kalmár László-díj (1983)
- Bolyai Farkas-díj (1998)
- A Magyar Köztársasági Érdemrend tisztikeresztje (2008)
- Széchenyi-díj (2009)